# Loxia megaplaga
El piquituerto de La Española (Loxia megaplaga) es una especie de ave paseriforme de la familia Fringillidae endémica de la isla de La Española, en el mar Caribe.

## Clasificación
Anteriormente se consideraba una subespecie de piquituerto aliblanco, Loxia leucoptera megaplaga, pero actualmente se considera una especie aparte, que habita en los pinares de Pinus occidentalis y que se alimenta casi exclusivamente de las semillas de su piña, y se diferencia del piquituerto aliblanco por su plumaje más oscuro y su pico más robusto.